# Гунцген
Гунцген (нім. Gunzgen) — громада  в Швейцарії в кантоні Золотурн, округ Ольтен.

## Географія
Громада розташована на відстані близько 55 км на північний схід від Берна, 26 км на північний схід від Золотурна.
Гунцген має площу 3,9 км², з яких на 28,2% дозволяється будівництво (житлове та будівництво доріг), 46,4% використовуються в сільськогосподарських цілях, 24,6% зайнято лісами, 0,8% не є продуктивними (річки, льодовики або гори).

## Демографія
2019 року в громаді мешкало 1654 особи (+1,4% порівняно з 2010 роком), іноземців було 14,4%. Густота населення становила 421 осіб/км².
За віковим діапазоном населення розподілялося таким чином: 18,5% — особи молодші 20 років, 63,7% — особи у віці 20—64 років, 17,8% — особи у віці 65 років та старші. Було 750 помешкань (у середньому 2,2 особи в помешканні).
Із загальної кількості 745 працюючих 26 було зайнятих в первинному секторі, 247 — в обробній промисловості, 472 — в галузі послуг.